# Daniela Jordanova
Daniela Jordanova (bulgariska: Даниела Йорданова), född den 8 mars 1976, är en bulgarisk tidigare friidrottare som tävlade i medeldistanslöpning. 
Jordanova deltog vid OS 2000 på 5 000 meter och slutade tia. Efter det tävlade hon huvudsakligen på 1 500 meter. Hon var i final vid EM 2002 där hon slutade femma. Hon var även i final vid VM 2003 då hon blev sjua.
Vid OS 2004 slutade hon femma på tiden 3.59,10 vilket var ett nytt personligt rekord. Efter att ha blivit utslagen i försöken vid VM 2005 blev EM 2006 i Göteborg en framgång då hon blev bronsmedaljör. Även vid VM 2007 var hon bra med men slutade då fyra vilket senare ändrades till brons eftersom tvåan Jelena Soboleva diskvalificerades på grund av bloddoping. 
Under 2008 fastnade Jordanova i en dopingkontroll och stängdes av i två år från allt tävlande. 